# Arturo Ferrando
Arturo Ferrando (Genova, 19 giugno 1913 – ...) è stato uno schermidore italiano, specializzato nella sciabola. Ha vinto una medaglia d'oro ai Campionati mondiali di scherma.